# Las tontas no van al cielo
Las tontas no van al cielo (deutsch: „Dumme Mädchen kommen nicht in den Himmel“) ist eine mexikanische Telenovela, die von Televisa produziert wurde. Die sogenannte Avantgarde-Seifenoper (Comedy-Fernsehserie) wurde unter der Regie von Rosy Ocampo gedreht. Die Erstsendung der 145 Episoden erfolgte ab dem 11. Februar 2008 im TV El Canal de las estrellas. Die Serie mit einer Episodenlänge von je 45 Minuten in spanischer Sprache wurde auch in weiteren Ländern wie den USA, Chile, Paraguay, Costa Rica, Kolumbien, Guatemala, Ecuador, El Salvador und der Dominikanischen Republik gesendet.

## Darsteller
- Jaime Camil – Santiago "Shanty" López Carmona "El Doctor Plástico" "¡¡Chiste!!"
- Jacqueline Bracamontes – Cándida "Candy" Morales Alcalde de Molina / de López
- Valentino Lanús – Patricio "Pato" Molina Lizárraga "El Viudo" "El Piojoso"
- Fabiola Campomanes – Alicia Morales Alcalde de Molina
- Sabine Moussier – Marissa de la Parra
- Carlos de la Mota – Raúl de la Parra
- Manuel "Flaco" Ibáñez – Manuel "Meño" Morales "Tío Meño" "Don Manuel"
- Silvia Mariscal – Isabel Carmona Vda. de López / de Martínez
- Karla Alvarez – Paulina "Pau" Cervantes de López
- Alejandro Ibarra – Eduardo All
- Jacqueline García – Rosario "Chayo" de All
- Andrea Torre – Soledad Romero
- Christina Pastor – Lourdes "Lulú" Robledo
- Luis Manuel Ávila – Carlos "Frijolito" Zamora
- Ana Bertha Espín – Gregoria "Gogo" Alcalde Vda. de Morales / de Molina
- Mauricio Herrera – Jaime Martínez
- Rosángela Balbó – Margarita Lizárraga de Molina
- Julio Alemán – Arturo Molina
- Reynaldo Rossano – Antonio "Toño" "Lentejita"
- Julio Vega – Donato
- Lilí Brillanti – Tina
- Violeta Isfel – Lucía López Fernández
- Eleazar Gómez – Charlie Morales
- Gabriela Platas – Bárbara
- Ginny Hoffman – Cecilia
- Erick Guecha – Carlo
- Carlos Girón – Miguel
- Allison Lozz – Milagros Belmonte Ramos
- Laura Flores – Luciana Arango
- Raquel Garza – Hortensia
- Robin Vega – Salvador "Chava" Molina Morales
- Diego Ramírez – Alberto "Beto" Molina Romero
- Mariana Lodoza – Rocío "Chio" López Cervantes
- Arlette Pacheco – Laura de Morales
- Agustín Arana –  Mario Landazuri
- Ximena Herrera – Irene
- Marco Uriel – Héctor
- Rafael del Villar – Jorge
- Viviana Ramos – Evangelina
- Mario Casillas – Clemente Morales
- Georgina Domínguez – Elianis

## Belege
- Liste der Episoden